# Зиязетдинова, Гульшат Ибрагимовна
 Гульшат Ибрагимовна Зиязетдинова  (22 сентября 1947, Толбазы, Аургазинский район, Башкирская АССР, РСФСР, СССР — 22 июля 2023, Салават, Башкортостан, Россия) — советская и российская театральная актриса, народная артистка Республики Башкортостан (2003).

## Биография
Гульшат Ибрагимовна Зиязетдинова родилась 22 сентября 1947 года в селе Толбазы Аургазинского района Башкирской АССР в семье актёров, корифеев Салаватского театра Закии и Ибрагима Ахмеровых. Ибрагим Ахмерович Ахмеров, бывший директор Салаватского драматического театра, стоял у его истоков. С 1936 года он руководил Давлекановским колхозно-совхозным театром, затем Аургазинским колхозно-совхозным театром, который в 1956 году по решению Башкирского правительства перебазировался в город Салават, и получил современное название.
В 1973 году Гульшат Ибрагимовна окончила театральный факультет Уфимского государственного института искусств. С того же времени в труппе Салаватского государственного башкирского драматического театра.
Вся творческая жизнь актрисы была связана с Салаватским башкирским драматическим театром.

## Роли в спектаклях
- Дочка — «Смелые девушки» (Т. Гиззат, 1974)
- Мать — «Кровавая свадьба» (Г. Лорка, 1983)
- Нина — «Порог» (А. Дударев).
- Дильфуза — «Прости меня, мама!» (Р. Батулла).
- Фариха — «Тополя млей юности» (К. Акбашев).
- Ляля Моисеева — « Во имя любви» (Р. Байбулатов).
- Залифа — «Матери ждут сыновей» (А. Мирзагитов).
- Суфия — «Оставайтесь солнцем!» (А. Папаян, 1989)
- Хана — «Похищение дедов» (Ф. Буляков, 1993, ввод).
- Следователь — «Таштугай» (Ф. Буляков, 1993).
- Сарби — «Башмачки» (Х. Ибрашимов, 1995).
- Галя — «Чио-Чио-Саня» (Г. Башкуев, 1998).
- Закия — «Цветок прощания герань» (Ф. Буляков, 1998).
- Екатерина II — «Салават» (М. Карим, 1999).
- Галимабану — «Галиябану» (М. Файзи, 2000)
- Цыганка — «Ушло моё бело лето» (Л. Станкова, 2001)
- Сестра — «И имя ей женщина» (З. Атнабаева, 2002)
- Гюльюзум — «Лебёдушка моя» (А. Яхина, 2003)
- Гульямал — «Бабий бунт» (М. Багаев, 2004)
- Старая Зайтунгуль — «Зайтунгуль» (Н. Асанбаев, 2005)
- Танкабика — «В ночь лунного затмения» (М. Карим, 2006)
- Халима — «Вот так случилось» (Т. Миннуллин, 2006).
- Хадича — «Черти-квартиранты» (Р. Кинзябаев, 2007)
- Шаблова — «Поздняя любовь» (А. Островский, 2007)
- Шамсинур — «Он вернулся» (А. Атнабаев, 2009)
- Зарифа — «Бес в ребро» (М. Багаев, 2010)
- Сания — «Расплата» (А. Попов, 2011)
- Мастура — «Девушки приехали в село» (Н. Гаитбаев, 2013)
- Уммия — «Старик из деревни Альдермеш» (Т. Миннуллин, 2014)
- Мадина — «Деревенские Донжуаны» (Б. Аппаев, 2014)
- Казнагуль — «Девушка с веснушками» (К. Акбашев, 2015)
- Женщина — «Земляки» (М. Карим, 2016)

## Роли в кино
- Соседка Сания — «Дочь луны — 2» 2002
- Галимабану — «Галиябану. Легенда о любви» (реж.: Равиль Хакимов)[3] 2013
- Салима — «Бабье лето» 2018 (реж.: Равиль Хакимов)

Всего за годы работы в театре и кино Зиязетдинова сыграла более 100 ролей.

## Награды и премии
- Народная артистка Республики Башкортостан (2003)[5].
- Заслуженная артистка Башкирской АССР (1990).
- Награждена почётными грамотами Башоблпрофсовета (1983), государственных учреждений и общественных организаций городов и районов республики и города Салавата. «Лучший актёр года — 2005»